# Фогель, Давид
Давид Фогель (15 мая 1891, Сатанов Подольской губернии — 1944, Освенцим) — еврейский поэт и прозаик, родился в России, писал на иврите.

## Биография
Вырос в традиционной еврейской семье. В 1910-х жил в Вильнюсе, затем в Вене, где в ходе Первой мировой войны был арестован как подданный страны-противника. В середине 1920-х переселился в Париж, в 1929 — в Тель-Авив, в 1930 — в Берлин и снова в Париж, где с началом Второй мировой войны был арестован французами, теперь уже как гражданин Австрии, а затем немцами — как еврей. Погиб в концентрационном лагере.

## Творчество
Творчество Давида Фогеля сложилось под влиянием обстановки и литературных воздействий Центральной Европы 1910—1930-х годов, обнаруживают переклички с поэзией Гофмансталя и Рильке, прозой Шницлера, Кафки, Бруно Шульца. В последние годы интерес к его наследию в Израиле и Европе растёт.

## Публикации

### Прижизненные издания
- Lifnei Ha-Sha`ar Ha-Afel (рус. «Пред темными вратами», 1923, стихи, перевод на русский, английский и французский).
- Be-Beyt Ha-Marpe (рус. «В санатории», 1928, повесть, перевод на французский, немецкий, итальянский, нидерландский).
- Hayei Nesuyim (рус. «Семейные узы», 1929, роман, перевод на английский, французский, немецкий, испанский, итальянский, нидерландский, китайский, русский).
- Nochah Ha-Yam (рус. «С видом на море», 1932, повесть, перевод на английский, французский, немецкий, испанский, итальянский, нидерландский, албанский).

### Посмертные издания
- Col Ha-Shirim (Собрание стихотворений, 1966).
- Tahanot Kavot (рус. «И погибли в бою», 1990, автобиографическая повесть-дневник о французском лагере, перевод на французский, немецкий, нидерландский).

### Издания на русском языке
- Стихи//Антология ивритской литературы. Еврейская литература XIX-XX веков в русских переводах/ Хамуталь Бар-Йосеф, Зоя Копельман, сост. Москва: РГГУ, 1999.
- Брачные узы. Иерусалим: Москва: Гешарим; Мосты культуры, 2003.
- Стихи из книги «Пред темными вратами». «Двоеточие», 2012, № 19. Перевод Александра Авербуха
- Стихи из книги «Пред темными вратами». «Двоеточие», 2015, № 24. Перевод Александра Авербуха
- Стихи из книги «Пред темными вратами». «Зеркало», 2015, № 46. Перевод Александра Авербуха